# Demian (roman)
Demian este un roman scurt al lui Hermann Hesse. A fost scris în timpul Primului Război Mondial și publicat în anul 1919 sub pseudonimul Emil Sinclair, pe care Hesse îl folosise pentru prima dată în 1917, pentru un eseu politic. Romanului i-a fost adăugat în 1960 un prolog. Romanul este reprezentativ pentru proza lui Hesse, cuprinzând referiri la mistica indiană, la psihanaliză și la propria biografie a autorului.

## Recepție
La vremea ei, cartea a fost primită cu entuziasm de tineret, fiind reprezentativă pentru o întreagă generație. Thomas Mann a scris în introducerea romanului că „este de neuitat efectul electrizant pe care l-a produs, imediat după Primul Război Mondial, Demian al acelui misterios Sinclair, o operă poetică, care a nimerit cu înspăimântătoare acuratețe nervul timpului și un întreg tineret, care credea greșit că din rândurile sale îi răsărise un vestitor al celei mai adânci trăiri a sale (pe când un bărbat de 42 de ani era cel care le dădea ceea de ce aveau nevoie)”